# إيفور فرنسيس
إيفور فرنسيس هو ممثل كندي، ولد في 26 أكتوبر 1918 بتورونتو في كندا، وتوفي في 22 أكتوبر 1986 في الولايات المتحدة.

## وصلات خارجية
- إيفور فرنسيس على موقع IMDb (الإنجليزية)
- إيفور فرنسيس على موقع ألو سيني (الفرنسية)
- إيفور فرنسيس على موقع أول موفي (الإنجليزية)
- إيفور فرنسيس على موقع قاعدة بيانات برودواي على الإنترنت (الإنجليزية)
- إيفور فرنسيس على موقع قاعدة بيانات الأفلام السويدية (السويدية)
- إيفور فرنسيس على موقع قاعدة بيانات الفيلم (الإنجليزية)
- إيفور فرنسيس على موقع كينوبويسك (الروسية)